# Die Sklavin Amina

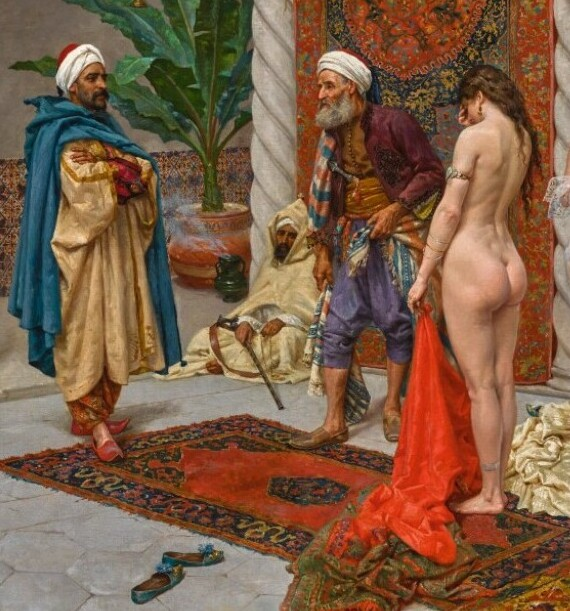
Die Sklavin Amina wird dem König von Indien vorgeführt. - Giulio Rosati

Die Sklavin Amina oder auch Geschichte der Prinzessin Amina ist eine Erzählung in den Geschichten aus Tausendundeiner Nacht. In der Arabian Nights Encyclopedia wird sie als ANE 421 gelistet.
In der Erzählung berichtet die Sklavin Amina von einer Abenteuergeschichte, die sie am Ende in die Sklaverei führte. Die Erzählung enthält die Binnengeschichte der Frau des Greises.

## Handlung
Vor vielen Jahren hat König Dschola Khan in Indien ein mächtiges Reich geschaffen und zu großem Wohlstand geführt. Doch er fürchtet um sein Reich, da seine Ehefrauen ihm keinen Sohn und Nachfolger geboren haben, der das Reich nach seinem Tod erben könnte. Um das Problem zu lösen, beschließt er seinen Erben mit einer Sklavenkonkubine zu zeugen und schickt seinen Wesir aus, damit dieser auf dem Sklavenmarkt Frauen aussucht, die für den Kindeswunsch besonders schön und fruchtbar erscheinen.
Auf dem Sklavenmarkt bemerkt der Wesir eine junge, verschleierte Sklavin; doch der arabische Händler hindert ihn daran ihren Schleier zu lüften, da das Mädchen sich nur Augen entschleiern werde, die ihrer würdig seien. Der Wesir entgegnet, dass der Großkönig mehr als würdig sei und verlangt ihren Preis zu erfahren; doch der Händler erwidert, dass sie sich nur dem König selbst zeigen werde, woraufhin der Wesir das Mädchen und den Händler zum König führt. Dieser lässt das Sklavenmädchen bis zur völligen Nacktheit entschleiern und ist entzückt von ihrer attraktiven körperlichen Schönheit. Er kauft das Mädchen für 3.000 Goldmünzen.
Die Sklavin wird in den Harem geführt, wo sie gebadet und für den König zurechtgemacht wird, der seine sexuellen Rechte gegenüber ihr geltend macht. Das Mädchen wehrt sich, bricht schließlich in Tränen aus und fleht den König an, ihr die Schmach der Vergewaltigung zu ersparen. Auf die Frage des irritierten Königs, seit wann denn Sklavinnen die Gunstbezeugung eines Königs mit Tränen beantworteten, erwidert die Sklavin, dass dies geschehe, seit diese Frauen kaufen, deren Stand sie nicht als Sklavinnen, sondern als Ehefrauen an die Seite der Könige bringen sollte. Daraufhin erklärt die Sklavin dem verwunderten König, dass sie selbst eine Prinzessin namens Amina aus der Tatarei ist, deren mütterliche Wurzeln aber bei den Nachfahren der ägyptischen Pharaonen liegen. Der König bittet Amina ihm seine Geschichte zu erzählen.

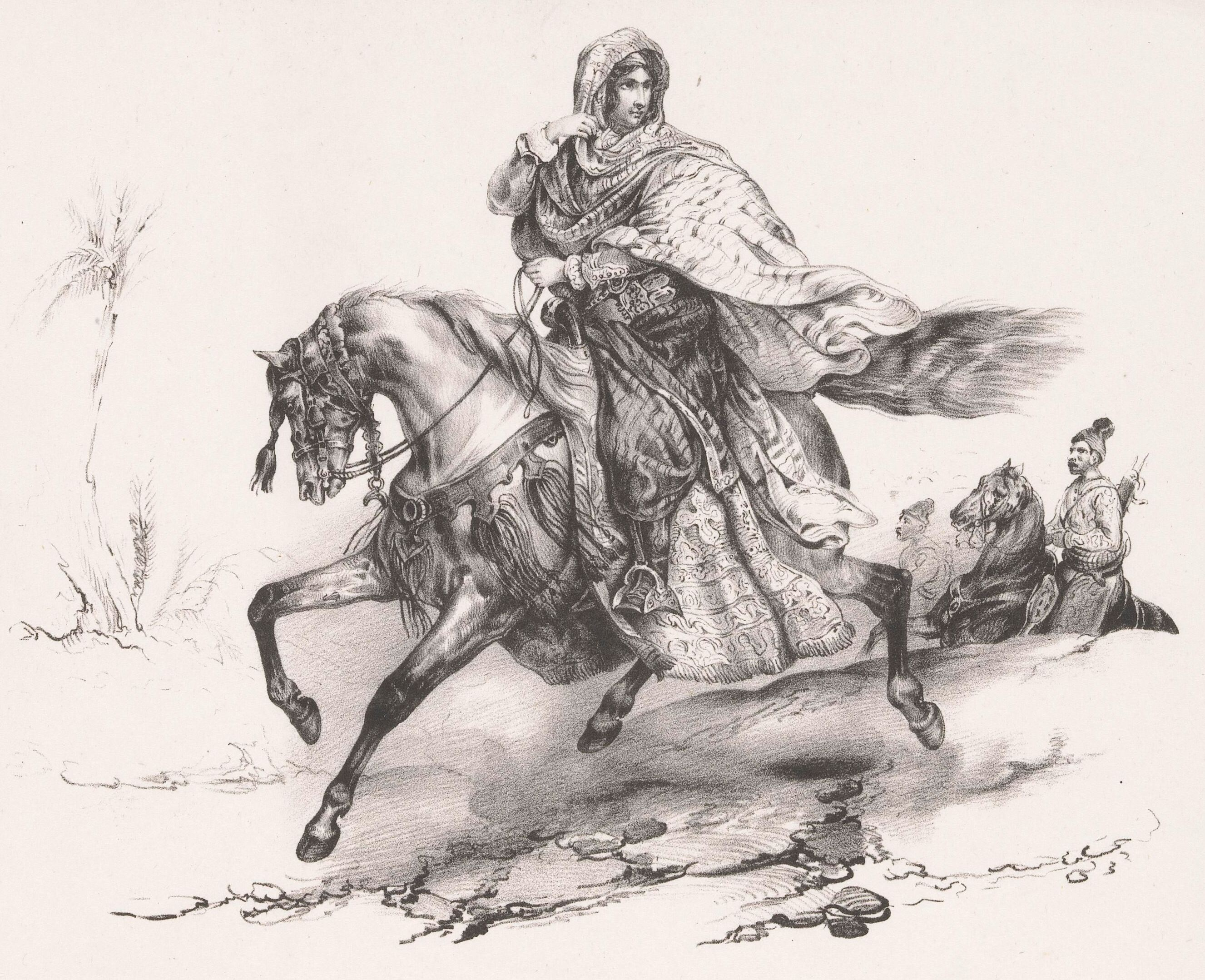
Amina verlässt die Tatarei.Victor Adam, 1835

Amina wurde als jüngstes Kind des Großkhans in der Tatarei geboren und von einer Amme gestillt und aufgezogen, die sie auch dazu bewegte, zum Islam zu konvertieren und der Religion zu folgen. Als Amina fünfzehn Jahre alt ist, sträubt sie sich gegen den im Islam verbotenen, aber bei ihrem Volk herrschen Brauch der inzestuösen Ehe und flieht schließlich mit Unterstützung ihrer Amme als Mann verkleidet zu Pferde gen Bagdad. Unterwegs erreicht sie einen Wald und findet dort eine Höhle, in der sie eine gefangene Frau vorfindet, die sich gegen den Versuch der Vergewaltigung durch einen dunkelhäutigen Mann wehrt. Erzürnt will dieser sie mit dem Schwert töten, doch gelingt es Amina mittels eines Pfeilschusses den Schänder zu töten. Amina beschließt ihr Geschlecht geheim zu halten und befreit die junge Frau, die sich als Prinzessin des Königs von Balch vorstellt. Diese erzählt, dass der Mann ihr Sklave war und sie begehrte und aus dem Palast entführte, wobei er auch ihren Verlobten tötete.
Die Prinzessin weigert sich ihren vermeintlich männlichen Retter zu verlassen, was nicht gerade zu Aminas Plänen passt, sie aber zulässt. Damit sie weniger gefährdet reisen können, verkleidet auch die andere Prinzessin sich als Mann. Sie reisen zusammen und kommen, da Amina die Orientierung gen Bagdad verloren hat, schließlich ins Königreich Balch. Dort finden sie Unterkunft bei einem alten wohlhabenden Greis, der ihnen großzügig seine Gastfreundschaft gewährt. Sie erfahren, dass seine Frau und sein Kind getötet wurden, doch Amina hat ihre Zweifel an der Geschichte. Schließlich öffnet auf ihr Bitten der Greis die Gräber, wo sich in den Leichentüchern jedoch nur Holz befindet. Mittels einer Zauberkraft enttarnt Amina, dass die Frau und das Kind am Leben sind und in zwei Kamele verwandelt wurden. Sie verwandelt beide wieder in Menschen zurück, woraufhin die Frau erzählt, was sich ereignet hat. Es folgt die Geschichte der Frau des Greises.
Amina und die Prinzessin reisen ab und gelangen nach Hama, wo sie eine Gruppe Soldaten des Königs von Hama treffen, der seine verschwundene Tochter sucht. Der König erweist sich als der Vater der Prinzessin, die nun wieder mit ihren Eltern vereint ist. Da sie sich in ihren vermeintlich männlichen Retter verliebt hat, will der König seine Tochter mit Amina – die auch er für einen Mann hält – verheiraten. Amina kann sich dem nicht entziehen, hält aber auch in der Hochzeitsnacht ihr Geschlecht geheim, indem sie vorgibt Keuschheit geschworen zu haben. Die Prinzessin ist tief unglücklich und fleht Amina an, doch stattdessen eine würdige Frau zu nehmen, sie selbst wolle lieber in die Sklaverei geraten, als mit der Schande zu leben, in der Hochzeitsnacht nicht ihre Jungfräulichkeit zu verlieren. Schließlich gesteht Amina, dass sie in Wahrheit eine Frau ist. Die Prinzessin ist schockiert, genau wie ihre Eltern, die bald ebenfalls die Nachricht erfahren. Der König will Amina bei ihrem Wunsch unterstützen, dass sie Balch verlässt und nach Bagdad reist. Die Prinzessin begeht daraufhin Selbstmord, indem sie sich mit einem Dolch ersticht. Der König ist zunächst versucht Amina wegen dem Tod seiner Tochter hinzurichten, lässt sie dann jedoch ziehen. Doch als Amina ihre Reise nach Bagdad wieder aufnimmt, wird sie von kurdischen Räubern überfallen und als Gefangene für drei Schafe an Kaufleute aus Aleppo verkauft.

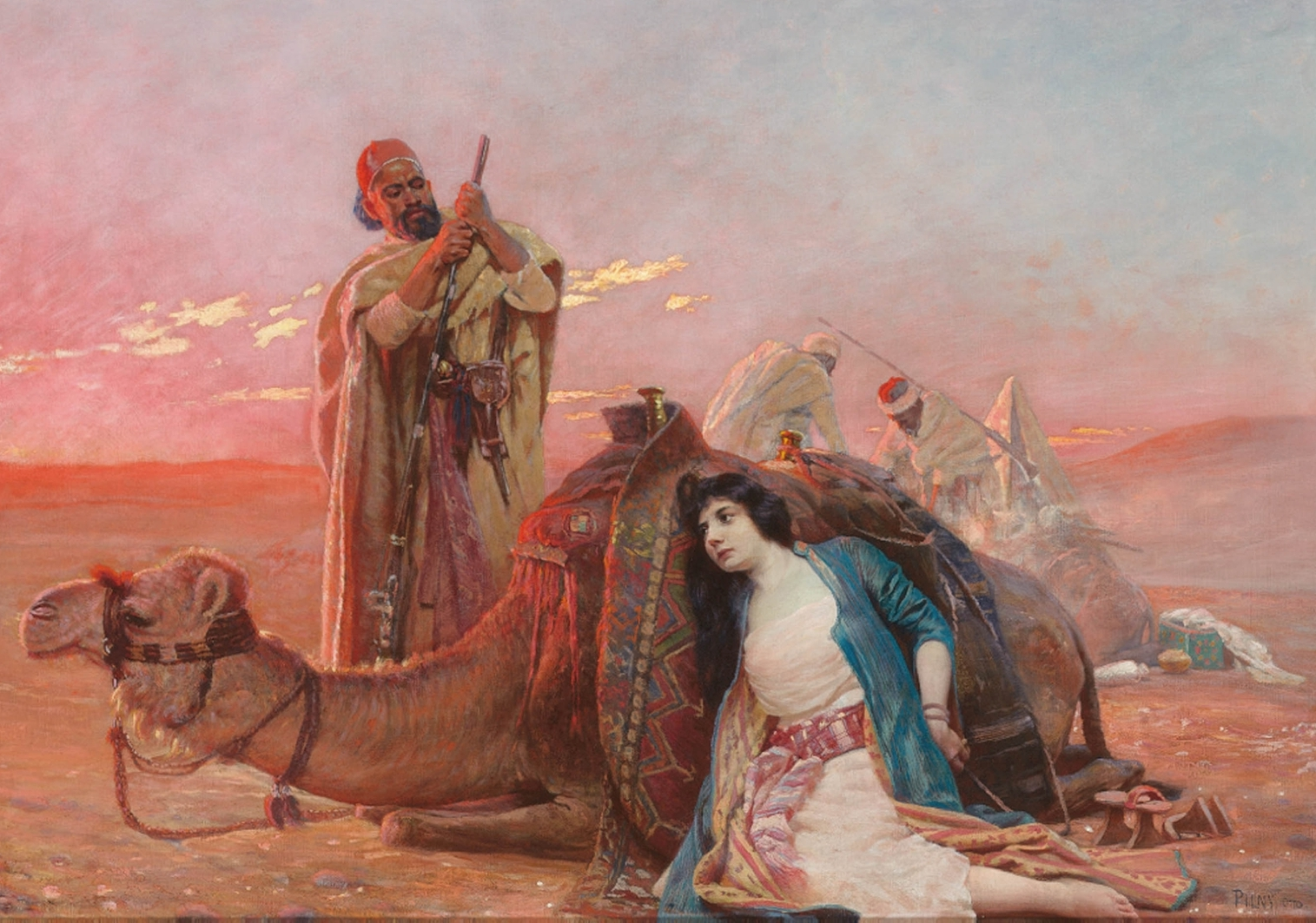
Amina als Gefangene kurdischer Räuber, auf dem Weg in die Sklaverei. Otto Pilny (1866–1936)

Die Händler aus Aleppo verkaufen Amina auf dem Sklavenmarkt wiederum an einen anderen Händler, der sich ihren eigenen Worten nach gut um sie kümmerte und sie nach Indien brachte, um sie dort dem Großkönig zu verkaufen, da er um dessen Wohltätigkeit und Großmut wisse. So gelangte Amina, die ehemalige Prinzessin der Tatarei als Sklavin in die Hände des Königs Dschola Khan von Indien.

## Hintergrund
In den deutschen Übersetzungen findet sich die Geschichte lediglich bei Max Habicht, der auf die erweiterte Ausgabe von Édouard Gauttiers (1822–1823) von Antoine Gallands Adaption zurückgriff. Die Autoren der Arabian Nights Encyclopedia vermuten, dass dessen Adaption auf ein arabisches oder persisches Manuskript aus dem Besitz von Lous Mathieu Langlès zurückgeht.
Der bei Habicht für die Hauptprotagonistin der Geschichte angegebene Name Ameny ist eine deutschsprachige, bzw. französischsprachige Abänderung des arabischen Namens Amina.
Erzählerisch auffallend an der Geschichte sind die enormen geografischen Sprünge. So wächst Amina als Tochter einer afrikanisch-abessinischen Prinzessin in Zentralasien auf. Ihre Reise nach Bagdad im heutigen Irak führt sie zunächst nach Balch in Afghanistan, ehe sie mit ihrer Gefährtin – durch den Irak hindurch an Bagdad vorbei – ins syrische Hama kommt. Nachdem sie ins Exil muss und ihre Reise nach Bagdad wiederaufnimmt, gelangt sie in die Fänge kurdischer Räuber, die sie in die kurdischen Berge bringen und dort an Händler aus Aleppo verkaufen. Diese wiederum verkaufen sie auf dem Sklavenmarkt an einen weiteren Händler, der sie letztlich nach Indien bringt.

## Ausgaben
- Max Habicht: Tausend und eine Nacht – Arabische Erzählungen, F.W. Hendel Verlag, Leipzig 1926 (Erstausgabe 1825–1838, Breslauer Edition und Tunesische Handschrift), Band 8, S. 209–263.